# Pediamenopet

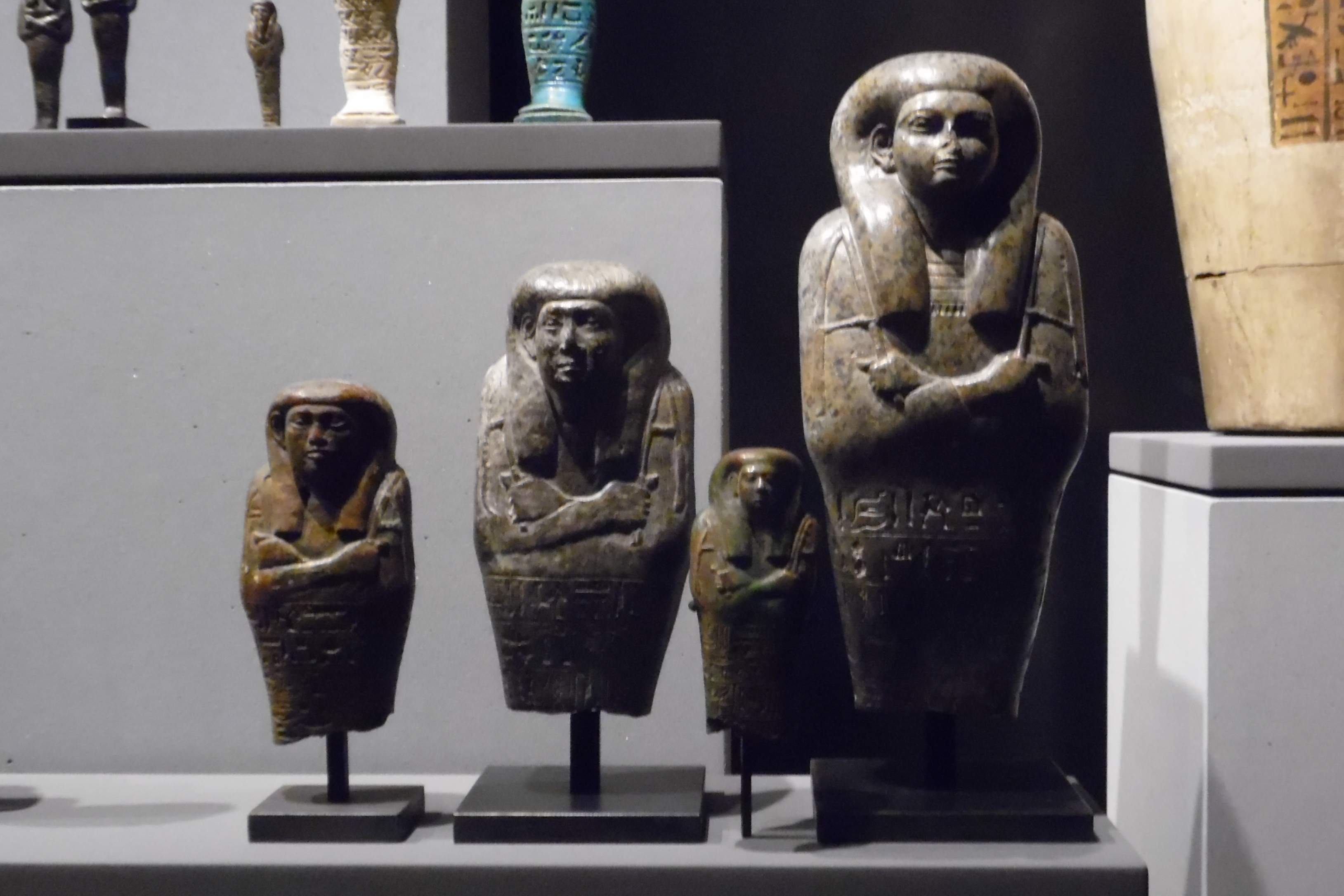
Pediamenopet négy usébtije, ma a müncheni múzeumban

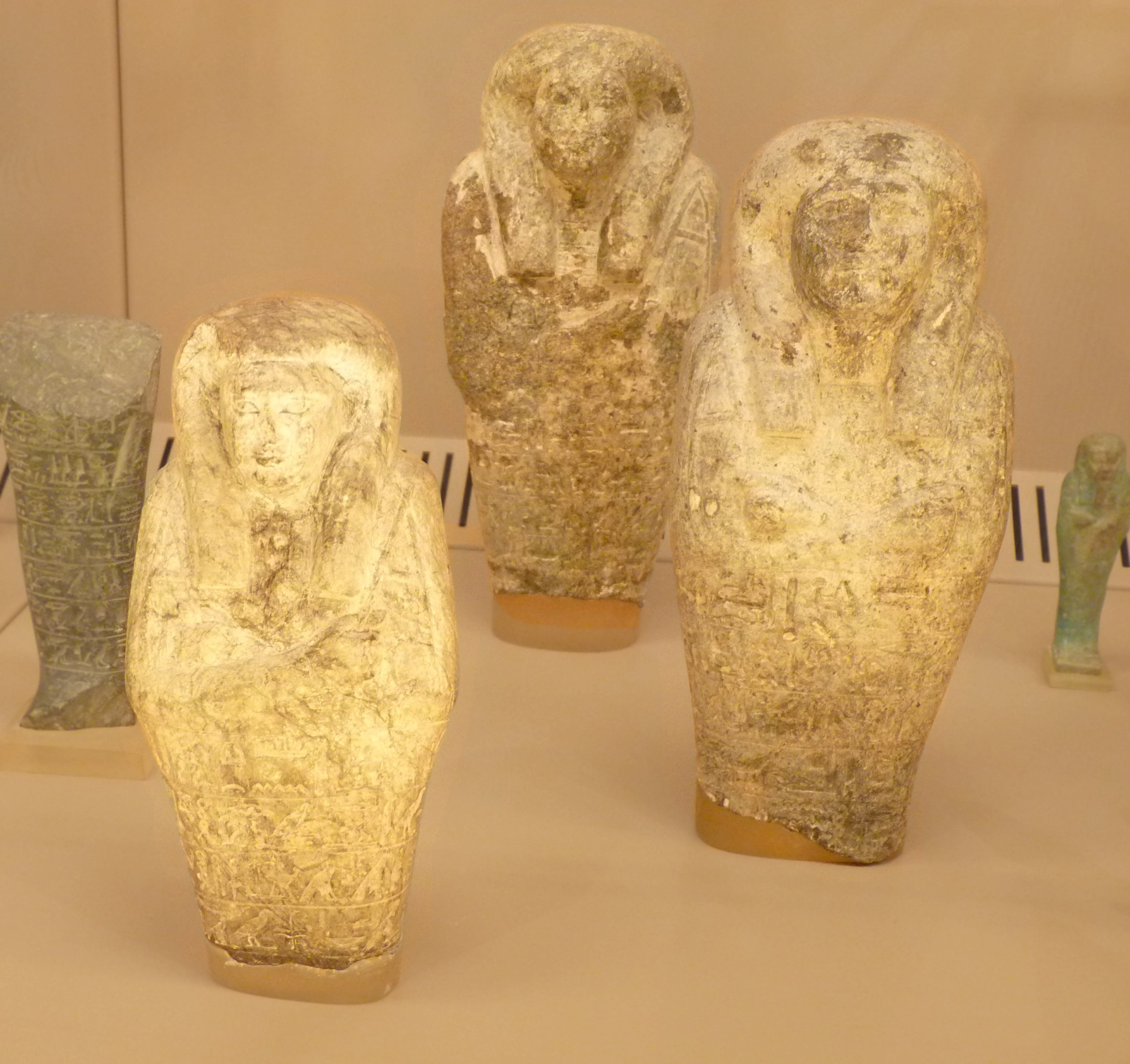
Pediamenopet usébtijei, ma Bolognában

Pediamenopet ókori egyiptomi királyi írnok és felolvasópap volt a XXV. dinasztia uralmának végén és a XXVI. dinasztia elején. Elég nagy vagyont halmozott fel ahhoz, hogy hatalmas, labirintusszerű sírt építsen, az El-Asszaszifban található TT33 sírt, amely a thébai nekropolisz legnagyobb, nem királyi sírja, és melyet kb. 2622 négyzetméternyi kép és hieroglif szöveg díszít.

## Sírja
Pediamenopet sírját, a TT33 sírt a 19. században fedezték fel. A Nílus közelében található, Dejr el-Baharinál. Huszonkét helyiségét hosszú folyosók és mély aknák kötik össze, húsz méter mély, három szinten helyezkedik el. 2004ndash;2005 között a Strasbourgi Egyetem régészei tárták fel Claude Traunecker professzor vezetésével. A további munkálatok a sír megtisztítására, helyreállítására és állagmegőrzésére összpontosulnak. A sírban számos fontos szöveget, többek közt a Halottak Könyvét is felvésték. Pediamenopetnek számos usébtije is előkerült, de mindet összetörték, feltehetőleg mágikus okokból.

## Fordítás
- Ez a szócikk részben vagy egészben  a   Pediamenopet című angol Wikipédia-szócikk ezen változatának fordításán alapul.  Az eredeti cikk szerkesztőit annak laptörténete sorolja fel. Ez a jelzés csupán a megfogalmazás eredetét és a szerzői jogokat jelzi, nem szolgál a cikkben szereplő információk forrásmegjelöléseként.

## További irodalom
- Website of the "Mission épigraphique française dans la tombe TT 33" (franciául)
- Claude Traunecker, Isabelle Régen (2016), "La tombe du prêtre Padiaménopé : éclairages nouveaux", BSFE 193-14, p. 52-83.
- Claude Traunecker, Isabelle Régen (2013), « The Funerary Palace of Padiamenope at Thebes », Egyptian Archaeology 43, p. 32-34.